# Szelényi Gusztáv
Szelényi Gusztáv (Késmárk, 1904. szeptember 5. – Budapest, 1982. október 14.) magyar zoológus, entomológus, cönológus. Szelényi Ödön tanár fia,  Szelényi Iván szociológus édesapja.

## Életpályája

### Tanulmányai
Fiatalkorát Pozsonyban és Késmárkon töltötte. Középiskolai tanulmányait a mezőtúri református gimnáziumban végezte. 1923-ban vették fel a Budapesti Tudományegyetemre, ahol biológiát és állattant tanult. 1927-ben szerzett tanári diplomát. 1930-ban szerzett egyetemi doktorátust a Tisza István Tudományegyetemen.

### Tudományos pályafutása
Már 1926-ban kezdett el dolgozni a Rovartani Állomáson (később: Növényvédelmi Kutató Intézet). 1934-ben gyakornoki kinevezést kapott az állomáson. 1938-ban a Magyar Rovartani Társaság titkárává választották, ezt a tisztségét 1941-ig viselte. 1940-ben az Agrártudományi Egyetem magántanára, majd 1948-ban az egyetem egyetemi magántanára lett. Előtte 1942-ben az állomás osztályvezetőjévé nevezték ki. 1950-ben védte meg a biológiai tudományok kandidátusa címet. 1953-ban az Eötvös Loránd Tudományegyetemen a növényvédelmi rovartan meghívott előadójaként kezdett dolgozni, itt 1956-ig tevékenykedett.
1958-ban négy évre a Magyar Rovartani Társaság elnökévé választották, ill. megszerezte a biológiai tudományok doktora címet. 1968-ban vonult nyugdíjba a Növényvédelmi Kutató Intézettől, de munkatársként tovább dolgozott a Természettudományi Múzeumban. Az 1970-es években újra tanítani kezdett, immár a József Attila Tudományegyetemen. Itt növényvédelmi állattanból tartott előadásokat. 1971-ben az egyetem címzetes egyetemi tanári címet adományozott neki.
Tudományos pályafutása során számos nemzetközi konferencia résztvevője és előadója volt. Több mint száz tudományos közleménye jelent meg. Kutatási területei a rovartan három nagy témaköréből tevődött össze: a takarmány- és olajnövények (főként a lucerna és a mák) kártevői; gyümölcsfák pajzstetvei, valamint a hártyásszárnyú rovarok rendszertana és ökológiája.

## Művei
- Csorba Zoltán–Szelényi Gusztáv–Berend István: Harc a gyümölcsfák betegségei és kártevői ellen; Mezőgazdasági, Bp., 1951 (Mezőgazdasági kiskönyvtár Kertészeti sorozat)
- Jermy Tibor–Manninger G. Adolf–Szelényi Gusztáv: Mezőgazdasági növényeink kártevői; Mezőgazdasági, Bp., 1951
- Az agrozoocönológia alapvonalai; szerk., tan. Markó Viktor; Dr. Szelényi Gusztáv Emlékalapítvány, Bp., 2015 (A Szelényi Gusztáv Alapítvány kiadványai)

## Díjai, elismerései
- Frivaldszky-emlékérem (1968)
- Horváth Géza-emlékérem (1980)